# Sergi Altimira Clavell
Sergi Altimira Clavell (nascut el 25 d'agost de 2001) és un futbolista català que juga com a migcampista al Reial Betis. És internacional amb la selecció catalana

## Carrera de club

### Sabadell
Nascut a Cardedeu, Catalunya, Altimira es va incorporar a La Masia del FC Barcelona el 2012, procedent del club del seu poble natal, el FC Cardedeu. El 2019 va deixar el Barça i es va incorporar al CE Sabadell FC.

#### Cessió al Granollers
El 29 de maig de 2020, després d'acabar la seva formació, l'Altimira va ser cedit per la temporada a l'EC Granollers de Tercera Divisió. Va debutar com a sènior l'1 de novembre, entrant com a substitut a la segona part en una golejada per 7-0 a la UE Figueres.

#### Despuntant
En tornar al Sabadell, Altimira va ser inclòs a la plantilla del primer equip pel tècnic Antonio Hidalgo, i va renovar el seu contracte amb el club el 7 de setembre de 2021. Va jugar 29 vegades per a l'equip en totes les competicions durant la campanya 2021-22.
L'actuació d'Altimira va provocar l'interès pels seus serveis del seu antic club Barcelona, entre d'altres. Es va informar que hi ha un gran interès del FC Andorra de Gerard Piqué, així com del Vila-real CF de la Lliga. No obstant això, malgrat els esforços del Barcelona per fitxar l'Altimira l'últim dia del mercat de fitxatges de l'agost de 2022, no van poder acordar els termes de la cessió deixant l'Altimira sota contracte amb el Sabadell fins al juny de 2023.

### Getafe
El 31 de gener de 2023, Marca va informar que Altimira tenia un acord per incorporar-se al club de primera divisió Getafe CF amb un contracte de quatre anys després de la conclusió del seu contracte amb el Sabadell. El 6 de juliol, el club va anunciar oficialment el seu fitxatge.

### Betis
L'11 d'agost de 2023, Altimira va signar un contracte de cinc anys amb el Reial Betis també al primer nivell, després que el club pagués la seva clàusula de rescissió de 2 milions d'euros.

## Internacional

### Catalunya
El 29 de maig de 2024 va disputar amb la selecció catalana el partit contra el Panamà, que va acabar en un empat a 2, a l'Estadi de la Nova Creu Alta.

## Vida personal
El pare d'Altimira, Aureli i el seu cosí Adrià també són futbolistes. El primer va jugar de davanter, mentre que el segon és defensa; tots dos també es van formar al Barça.